# Рибница (Пивка)
Рибница (словен. Ribnica, итал. Ribenizza) је насељено место у општини Пивка, Приморско-нотрањска регија, Словенија.

## Историја
До територијалне реорганизације у Словенији била је у саставу старе општине Постојна. Као самостално насеље, Рибница постоји од 1994. године. Настао је спајањем издвојених делова из насеља Мала Пристава, Надање село, Нова Сушица и Стара Сушица.

## Становништво
У попису становништва из 2011. Рибница је имала 14 становника.
| Број становника према пописима | Број становника према пописима |
| ------------------------------ | ------------------------------ |
| 2002                           | 2011                           |
| 14                             | 14                             |

Напомена: Године 1994. настала спајањем посебних делова из насеља Мала Пристава, Надање село, Нова Сушица и Стара Сушица. Исте године је смањен за делове насеља који су припојени насељима Нова Сушица и Стара Сушица.